# William Thuring-priset
William Thuring-priset är William Thurings stiftelses pris, som Finska Konstföreningen beviljar till bildkonstnärer under 45 år. Förutom huvudpriset beviljar föreningen också personliga priser. Huvudpriset är på 14 000 euro (2018), de övriga priserna 6 500 euro (2018) vardera.
William Thuring (1880–1968) var yngste sonen i en skeppsredarfamilj i Kaskö. Han tog studenten vid Nya Svenska Läroverket i Helsingfors 1898. Därefter läste han juridik vid Helsingfors universitet, och arbetade sedan som advokat. Han arbetade också som bankir samt företagsledare och ägnade sig åt välgörenhet. 
Stiftelsen som bär hans namn grundades i början av 1960-talet, och William Thuring testamenterade en stor del av sin egendom till stiftelsen.

## Pristagare
- 2005 konstmålare Anna Retulainen (född 1969)
- 2006 fotokonstnär Jyrki Parantainen (född 1962)
- 2007 konstmålare och skulptör Helena Hietanen (född 1963)
- 2008 konstmålare Janne Räisänen (född 1971)
- 2009 skulptör Hans-Christian Berg (född 1971, Esbo)
- 2010 bildkonstnär Jani Hänninen (född 1974, Helsingfors)
- 2011 skulptör Maija Helasvuo (född 1968, Helsingfors)
- 2012 fotokonstnär Nanna Hänninen (född 1973, Rovaniemi)
- 2013 konstmålare Viggo Wallensköld (född 1969, Borgå)
- 2014 bildkonstnär Pauliina Turakka Purhonen (född 1971, Haapavesi)
- 2015 bildkonstnär Stiina Saaristo (född 1976, Kisko)
- 2016 bildkonstnär Heini Aho (född 1979, Åbo)
- 2018 mediakonstnär Jani Ruscica (född 1978)